# Anthoscopus
Anthoscopus är ett fågelsläkte i familjen pungmesar inom ordningen tättingar. Släktet omfattar sex till sju arter som förekommer i Afrika söder om Sahara:
- Sahelpungmes (A. punctifrons)
- Blek pungmes (A. musculus)
- Gul pungmes (A. parvulus)
- Skogspungmes (A. flavifrons)
- Grå pungmes (A. caroli)
- Törnpungmes (A. minutus)